# Božena Němcová
Božena Němcová est née le 4 février 1820 à Vienne et décédée le 21 janvier 1862 à Prague. Elle est l'une des écrivaines les plus influentes de la Renaissance nationale tchèque. Elle est connue pour ses recueils de contes Národní báchorky a pověsti (Histoires et légendes de la nation) et Slovenské pohádky a pověsti (Contes et légendes slovaques), mais son œuvre la plus célèbre est le roman Grand-Mère (Babička, 1855), connu de tous les Tchèques.  
Les billets de 500 couronnes tchèques sont à son effigie.

## Biographie
Issue d'une famille pauvre, fille d'un cocher et d'une servante, tous deux au service de la duchesse de Sagan, elle eut toute sa vie des ennuis d'argent. Née Barbora Panklová à Vienne, elle passa son enfance au village de Ratibořice, auprès de sa grand-mère Magdalena Novotná, qui lui inspira plus tard son célèbre roman Grand-mère.
À l'âge de dix-sept ans, elle épousa Josef Němec (1805-1879), un fonctionnaire d'État de quinze ans plus âgé qu'elle. Ils eurent quatre enfants. Avec ses amis les écrivains Václav Bolemír Nebeský et Karel Jaromír Erben, Božena Němcová fut une activiste inlassable du nationalisme tchèque, qui avait pour but la sécession du peuple tchèque du sein de l'Empire austro-hongrois, ce pour quoi elle subit les représailles politiques au lendemain du Printemps des peuples de 1848. Son mari, lui aussi patriote tchèque, perdit son poste, le couple perdant tout moyen de subsistance. 
Malgré ces difficultés, Božena Němcová parvint à achever Babička en 1854, le roman qui lui apporta la renommée littéraire. Elle y raconte l'enfance à la campagne d'une petite fille nommée Barunka (un diminutif de Barbora) en compagnie de sa grand-mère. Le livre s'inspire de la propre enfance de Němcová dans le village de Ratibořice, où elle vécut avec ses parents et sa grand-mère maternelle Magdalena Novotná. Le personnage de la grand-mère y montre un caractère foncièrement bon et optimiste. L'écriture repose sur un langage populaire, mais non dénué de variété et de vivacité. Ce roman est l'un des plus lus de la littérature tchèque.
Božena Němcová mourut à Prague d'un cancer, alors qu'elle n'avait même pas quarante-deux ans. Ses restes reposent au cimetière de Vyšehrad.

## Suppositions quant à son origine
Par la suite, des rumeurs se sont répandues selon lesquelles ce n’était pas Johann Pankel, mais un noble qui était le vrai père de Božena Němcová et l’on chuchotait qu’il s’agissait de l’employeur de ses parents, le comte Karl Rudolf. C'est peu probable du fait que Barbara ne présentait aucune ressemblance avec sa mère officielle. Sans cesse également on suggérait qu’elle était une enfant adoptive des Pankel et une fille illégitime de la dame qui les employait et qui avait des mœurs assez libres, ou de sa sœur cadette Dorothea. Comme pères possibles, on évoquait aussi le tsar russe Alexandre Ier, Klemens Wenzel, prince de Metternich et d’autres seigneurs haut placés de l'empire d'Autriche. Le plus vraisemblable semble pourtant la variante d’après laquelle Dorothée de Courlande aurait été la mère de Božena Němcová et le comte Karl Clam-Martinic le père. Tous les deux se seraient rencontrés au Congrès de Vienne et plus tard encore à Paris et auraient eu une liaison passionnée jusqu'en mars 1816. Selon une source actuelle, Dorothea aurait mis au monde un enfant issu de cette liaison dans la station balnéaire de Bourbon-l'Archambault, en septembre 1816, et l’aurait fait inscrire à l’état civil sous le nom de Marie-Henriette Dessalles. Plus tard (vers 1820), et probablement par l'entremise de la sœur de Dorothea, la duchesse Katharina Wilhelmine von Sagan, Barbara fut acceptée et reconnue par Johann Pankel et Theresie Novotná.

## Œuvres

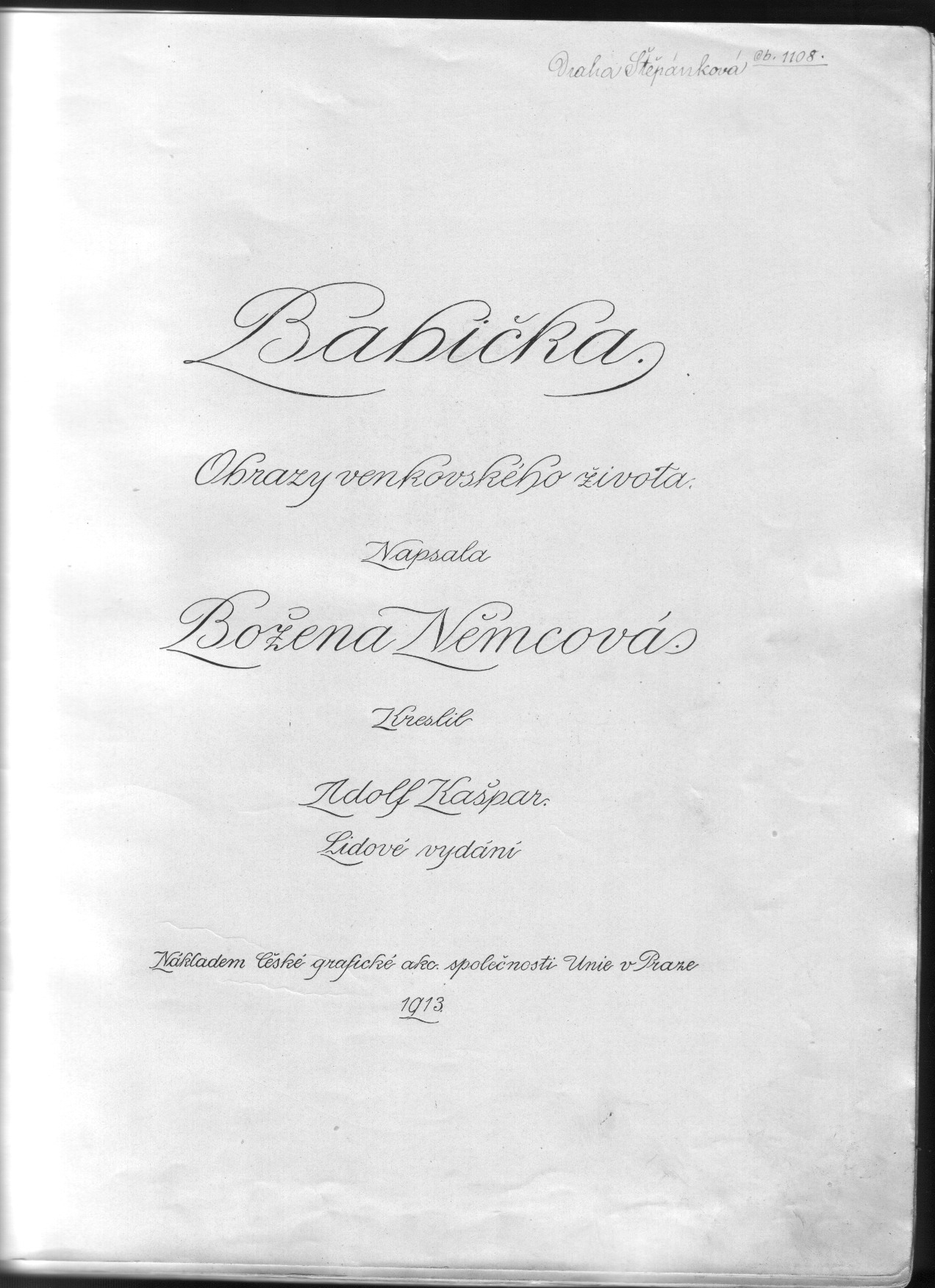
Page de titre de Babička de Božena Němcova, publié en 1913

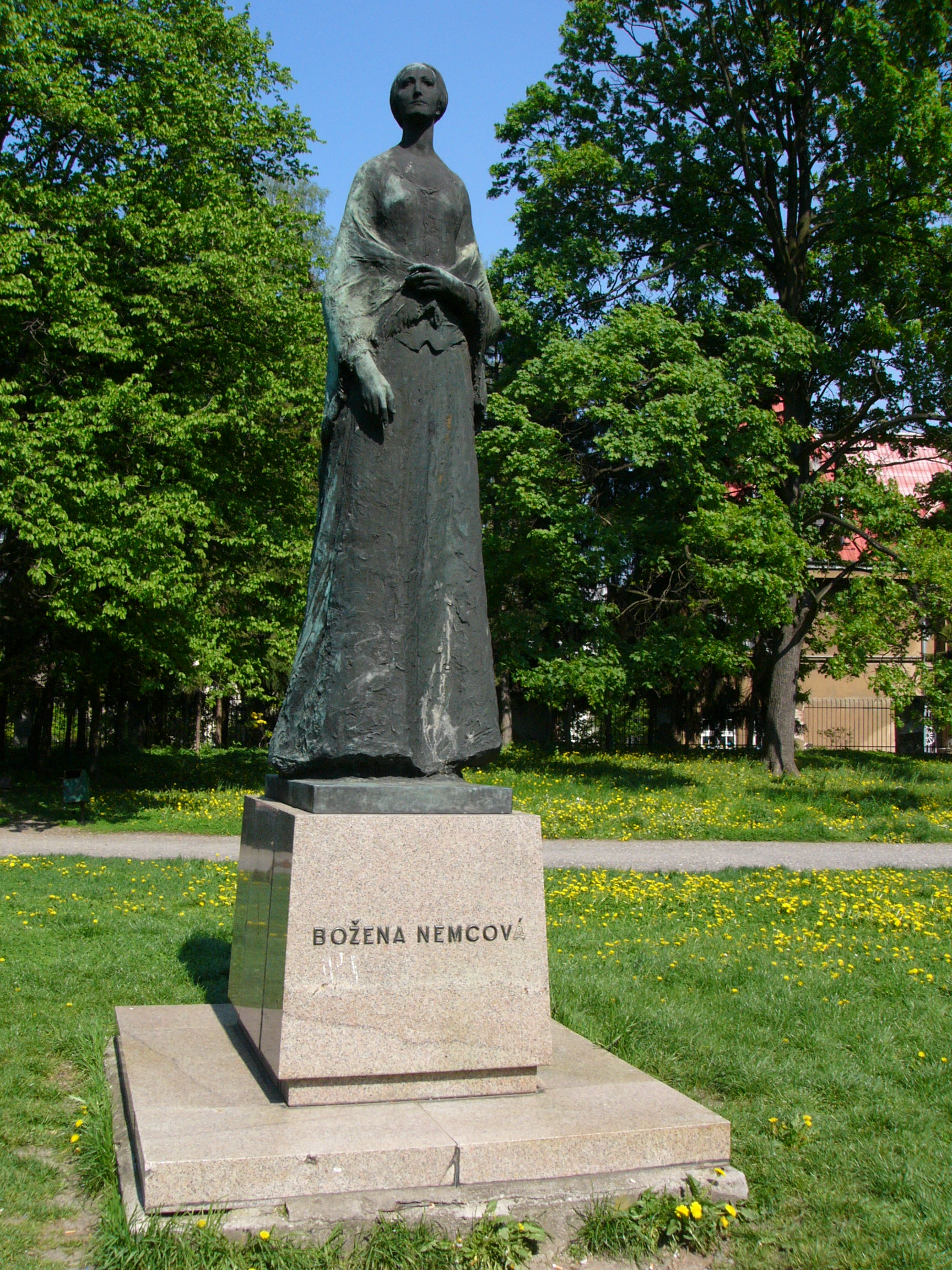
Statue de Božena Němcova dans le parc d'Olomouc

### Poésie
- Slavné ráno
- Ženám českým
- Moje vlast

### Contes
- Baruška (1853)
- Cesta z pouti
- Čtyry doby ou Čtyři doby
- Devět křížů
- Divá Bára (1856)
- Dlouhá noc
- Dobrý člověk (1858)
- Domácí nemoc
- Dopisy z lázní Františkových
- Hospodyně na slovíčko
- Chudí lidé
- Chyže pod horami
- Karla (1855)
- Národní báchorky a pověsti
- Obrázek vesnický
- O dvanácti měsíčkách
- Pan učitel
- Pomněnka šlechetné duše
- Rozárka
- Selská politika
- Sestry (1855)
- Silný Ctibor
- Slovenské pohádky a pověsti

### Romans
- Babička (1855)
- Pohorská vesnice (1855)
- V zámku a v podzámčí (1858)

### Récits de voyage

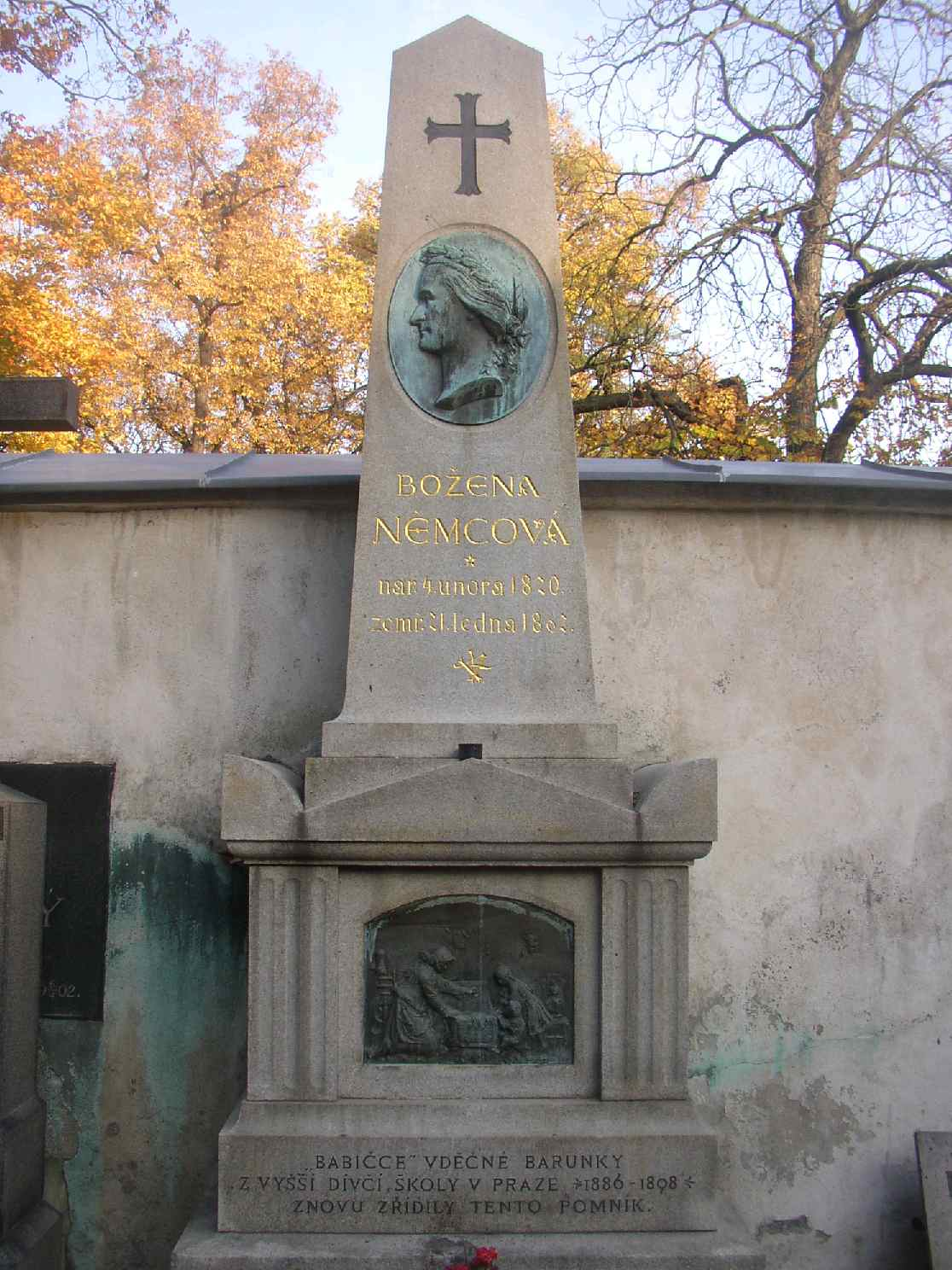
Tombe de Božena Němcová

- Z Uher
- Vzpomínky z cesty po Uhrách
- Obrazy ze života slovenského
- Kraje a lesy na Slovensku

### Œuvres traduites
- Bára l'enfant sauvage, Prague, Orbis, 1922.
- Grand'mère, Prague, Musée de la littérature tchèque et la Commission, 1961.
- Karel Jaromír Erben et Božena Němcová, Cinq contes tchèques, Paris, Grund, 1999.
- Karel Jaromír Erben et Božena Němcová, Contes tchèques, Vitalis, 2008.
- Babitchka, Genève, Éd. Zoé, 2008.